# Soldats inconnus : Mémoires de la Grande Guerre
Vous lisez un « bon article » labellisé en 2023.
Pour les articles homonymes, voir Soldat inconnu.
Soldats inconnus : Mémoires de la Grande Guerre (en anglais, Valiant Hearts: The Great War) est un jeu vidéo d'aventure et de réflexion développé par Ubisoft Montpellier et édité par Ubisoft. Le jeu est sorti sur Microsoft Windows, PlayStation 3, PlayStation 4, Xbox 360 et Xbox One en juin 2014. Se déroulant pendant la Première Guerre mondiale, le jeu suit quatre personnages qui aident un jeune soldat allemand à trouver l'amour autour d'une histoire centrée sur la survie, le sacrifice et l'amitié. Les joueurs résolvent des énigmes en interagissant avec divers objets et personnes. Les personnages sont accompagnés d'un chien, nommé Walt, qui aide les joueurs dans leurs aventures. Les objets de collection cachés dans chaque chapitre révèlent des faits sur la guerre.
Le principal objectif de l'équipe de développement est d'aider les joueurs à se souvenir de la Première Guerre mondiale lors de son centenaire en 2014. L'équipe s'abstient de créer un jeu de guerre ou un jeu de tir à la première personne et s'applique plutôt à représenter les mésaventures et épreuves qu'enduraient les soldats des deux camps pendant la guerre. Pour s'assurer que le jeu est historiquement exact, l'équipe écoute des témoignages, lit des lettres écrites par des soldats enrôlés et se rend dans les vestiges de tranchées de guerre en France. Comme l'équipe n'a aucune expérience sur les jeux de puzzle, elle s'inspire des anciens jeux d'aventure LucasArts ainsi que de titres comme The Cave. Soldats inconnus utilise le moteur de jeu UbiArt Framework, déjà utilisé sur les jeux de la licence Rayman.
À sa sortie, Soldats inconnus reçoit des critiques généralement positives. Les critiques louent les thèmes abordés, les visuels, l'animation et la musique du jeu, et félicitent le studio de développement pour avoir permis aux joueurs d'en savoir plus la Grande Guerre de manière ludique. Cependant, la réception du récit et du gameplay du jeu est plus mitigée. Soldats inconnus est nommé pour plusieurs prix, dont celui du meilleur récit aux Game Awards 2014. Ubisoft édite par la suite le jeu sur d'autres plates-formes, notamment iOS, Android, Nintendo Switch et Google Stadia. Une suite directe, Soldats inconnus : Frères d'armes, sort le 31 janvier 2023 sur Netflix Games.

## Trame

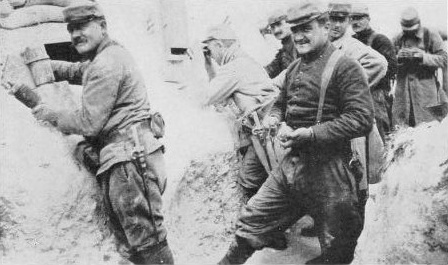
Américains dans la Légion étrangère en 1916.

L'histoire commence en 1914. L'empire austro-hongrois déclare la guerre à la Serbie à la suite de l'assassinat de l'archiduc François-Ferdinand. Pour défendre la Serbie, la Russie déclare la guerre à l'Autriche-Hongrie et l'alliée de l'Autriche, l'Allemagne, déclare la guerre à la Russie en réponse. Anticipant la guerre, la France (qui est alliée à la Russie) commence à déporter des citoyens allemands. Karl, l'un des Allemands déportés, est séparé de sa femme Marie et de leur fils Victor, et est enrôlé dans l'armée allemande. De même, le père de Marie et beau-père de Karl, Émile, est enrôlé dans l'armée française. Après avoir terminé sa formation, Émile est envoyé au combat lors de la bataille des Frontières. Son unité est anéantie et il est blessé, capturé et forcé de cuisiner pour les Allemands. Son ravisseur est le baron Von Dorf, qui utilise de nombreuses armes avancées comme le chlore gazeux et les zeppelins pour vaincre ses ennemis. Karl reconnaît Émile alors qu'il sert sous les ordres de Von Dorf, mais les Alliés attaquent le camp de Von Dorf et Karl est contraint de fuir. Après avoir été sauvé des décombres par Walt, un chien médical de l'armée allemande, Émile s'échappe dans la confusion et rencontre Freddie, un Américain qui s'est porté volontaire pour rejoindre l'armée française après que sa femme a été tuée dans un bombardement allemand dirigé par Von Dorf.

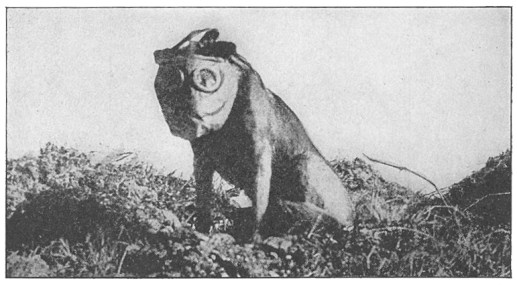
Chien de recherche de blessés muni d'un masque à gaz.

Freddie et Émile rencontrent Anna, une étudiante vétérinaire belge qui fait également office d'infirmière sur le champ de bataille. Elle traque Von Dorf depuis qu'il oblige son père à développer des machines de guerre avancées. Les trois protagonistes poursuivent le zeppelin de Von Dorf jusqu'à Reims. Lorsqu'il s'écrase, Von Dorf s'échappe avec le père d'Anna dans un biplan. Karl survit à l'accident mais est capturé et fait prisonnier de guerre. Anna accompagne Karl à la prison pour s'assurer qu'il se remette de ses blessures.
Émile et Freddie continuent alors leur poursuite de Von Dorf pour sauver le père d'Anna. Ils attaquent le fort de Douaumont à Verdun où se cache Von Dorf et s’emparent de sa nouvelle machine de guerre, un gros char blindé. Bien qu'ils sauvent le père d'Anna, Von Dorf s'échappe à nouveau. Freddie continue sa poursuite et finit par retrouver Von Dorf lors de la bataille de la Somme, le battant dans un combat à mains nues au sommet de son char en ruine. Malgré son désir de vengeance, Freddie se rend compte qu'il ne gagnera rien en tuant Von Dorf et décide d'épargner sa vie. Pour ses échecs répétés, Von Dorf est rétrogradé et renvoyé des lignes de front.
Pendant ce temps, dans un camp de prisonniers de guerre français, Karl apprend que son fils est malade. Déterminé à retrouver sa famille, il s'échappe du camp. À son insu, Émile pense[pas clair] qu'il a été tué alors qu'il tentait de s'échapper. Karl rencontre Anna, qui l'aide à le ramener dans sa ferme de Saint-Mihiel occupée, mais ils sont tous deux capturés par les Allemands. Karl s'échappe lorsque les Alliés organisent un nouvel assaut qui atteint sa ferme. Il découvre qu'il a été bombardé de chlore gazeux. Karl sauve la vie de Marie en se sacrifiant et lui donnant son masque à gaz. Anna arrive et sauve la vie de Karl. Lorsqu'il se rétablit, Karl retrouve enfin sa femme et son fils après trois ans de guerre et d'exil.
De retour en première ligne, Émile est contraint à l'offensive sanglante et suicidaire de Nivelle. Alors que son commandant les force constamment à avancer sous le feu ennemi et les mène à leur mort, Émile atteint finalement son point de rupture et frappe l'officier avec sa pelle, le tuant sans le vouloir. Il est traduit en cour martiale et condamné à mort par un peloton d'exécution malgré les protestations des autres soldats. Dans sa dernière lettre à Marie, Émile exprime sa haine de la guerre, son chagrin face à la mort apparente de Karl et son incapacité à sauver son gendre, et espère qu'elle et sa famille pourront trouver le bonheur. Émile est exécuté, et quelque temps plus tard, Karl et sa famille (accompagnés de Walt nouvellement adopté) visitent sa tombe pour le pleurer. L'histoire se termine en 1917 lorsque les États-Unis entrent officiellement en guerre et envoient leur armée en Europe pour combattre sur le front occidental. Le message final déclare que « même si leurs corps sont depuis longtemps retournés à la poussière, leur sacrifice continue de vivre en nous. Nous devons chérir leur mémoire. Nous n’avons pas le droit d’oublier… »

## Système de jeu
Soldats inconnus : Mémoires de la Grande Guerre est un jeu vidéo à défilement horizontal mélangeant réflexion et aventure, qui se déroule pendant la Première Guerre mondiale. Les joueurs assument le rôle de quatre personnages différents à travers le jeu : le Français Émile, son beau-fils allemand Karl, l'engagé volontaire américain Freddie et l'infirmière belge Anna,,. Les phases de jeu se divisent entre phases d'énigmes où le joueur doit récupérer des objets et les utiliser au bon endroit, phases d'infiltration et phases d'action (ces dernières peu nombreuses, et présentes principalement pour rythmer le jeu).
Le jeu comprend quatre chapitres divisés en plusieurs sections, qui couvrent l'essentiel du conflit armé. Chaque section demande au joueur de remplir un objectif pour progresser dans l'histoire. La plupart de ces objectifs impliquent de résoudre des énigmes en obtenant certains éléments nécessaires à la situation. Mais il y a également des sections qui obligent le joueur à survivre à des tirs nourris, des sections furtives où le joueur doit éviter d'être détecté par des ennemis, et des sections de course-poursuite en voiture durant lesquelles le joueur doit, en plus de s'enfuir, éviter des obstacles,. Chaque personnage peut interagir avec des objets, effectuer une attaque au corps à corps pour assommer les gardes, écraser des débris ou lancer des projectiles. Il existe également des traits uniques à chaque personnage. Émile a une pelle qui lui permet de creuser dans un sol meuble, Freddie peut couper des barbelés et, pour soigner des blessés avec Anna, un quick time event à la manière d'un jeu de rythme se déclenche durant lequel le joueur doit appuyer au bon moment sur une touche,.
Les joueurs peuvent également se servir du chien nommé Walt, qui est capable de se faufiler dans de petites zones, de s'accrocher et de récupérer certains objets, d'activer des interrupteurs et de se déplacer sans être suspecté par l'ennemi,. Le jeu propose des objets de collection optionnels cachés dans chaque segment, des faits sur la guerre qui sont déverrouillés au fur et à mesure que le jeu progresse et un système d'indices que le joueur peut utiliser s'il est bloqué sur une section après un certain temps.
Le principal aspect de Mémoires de la Grande Guerre est son contenu pédagogique. À intervalles réguliers, des textes de présentation du contexte du conflit sont accessibles. Il est par ailleurs possible au joueur de trouver des objets du quotidien qui vont le renseigner sur la vie quotidienne au début du XXe siècle. Le contenu pédagogique est de fait peu fouillé sur la dimension géopolitique du conflit, et approfondit bien plus la question de la vie quotidienne.

## Développement

### Histoire etgameplay
L'artiste Paul Tumelaire commence à travailler sur Mémoires de la Grande Guerre en tant que projet solo en 2011, dessinant des personnages et des concept art. Un semestre plus tard, d'autres membres d'Ubisoft Montpellier, dont les réalisateurs Yoan Fanise et Simon Chocquet-Bottani, le rejoignent pour travailler sur le gameplay et l'histoire. L'équipe souhaite aussi ancrer le jeu dans l'histoire car 2014 marque le centenaire de la Première Guerre mondiale. Le sujet de la Grande Guerre est également important pour l'équipe, celle-ci s'étant déroulée en grande partie en France, où la plupart de ses membres ont de la famille, dont des arrière-grands-parents qui ont vécu cet événement,. Certains membres de l'équipe ont pu interroger leur famille ; Yoan Fanise reçoit notamment des mains de sa grand-mère des lettres écrites par son arrière-grand-père,. L'idée derrière la création du jeu est d'entretenir auprès du public la mémoire de cette guerre.
Au départ, les développeurs mettent l'accent sur le scénario et le gameplay. Cependant, ce dernier devient au fur et à mesure secondaire par rapport à l'histoire. L'équipe pense que dépeindre la Première Guerre mondiale comme un jeu de tir le rendrait trop violent, que le jeu aurait besoin d'une histoire avec un méchant, représentant un belligérant diabolique. Au lieu de cela, l'équipe essaye de refléter les épreuves et les tribulations des deux camps pendant la guerre, montrant comment les individus vivaient et luttaient pour survivre. Le jeu ne permet pas aux personnages d'être activement tués par d'autres personnages du jeu, les développeurs souhaitant montrer le côté humain de la guerre et craignant que laisser la possibilité de tuer ne brouille le message qu'ils veulent faire passer,. Le jeu présente quatre personnages et l'histoire passe de l'un à l'autre. Cela permet à l'équipe de créer une histoire émouvante avec un meilleur rythme et de s'assurer que chaque chapitre de l'histoire se termine par un cliffhanger. Alors que l'histoire commence avec légèreté, le ton devient progressivement plus sombre et solennel au fur et à mesure que la guerre se prolonge.
L'équipe ne veut pas que les joueurs se sentent surpuissants et conçoit Mémoires de la Grande Guerre comme un jeu vidéo de réflexion au rythme lent qui ne comporte pas beaucoup de violence,. Les mécaniques de jeu sont simples afin que le jeu soit accessible, mais l'équipe introduit différentes situations et mises en scène pour s'assurer qu'elles ne deviennent pas ennuyeuses. Le rythme de marche des personnages est lent pour illustrer qu'ils sont des êtres humains ordinaires. Selon l'équipe de développement, la présence de ces segments de résolution d'énigmes contribue à rendre les rares séquences d'action plus puissantes. Aucun des responsables de la création n'ayant travaillé sur des jeux vidéo de réflexion, l'équipe s'inspire des documents de conception d'anciens jeux d'aventure de LucasArt, mais aussi des jeux comme Machinarium, Limbo et The Cave.

### Vérité historique

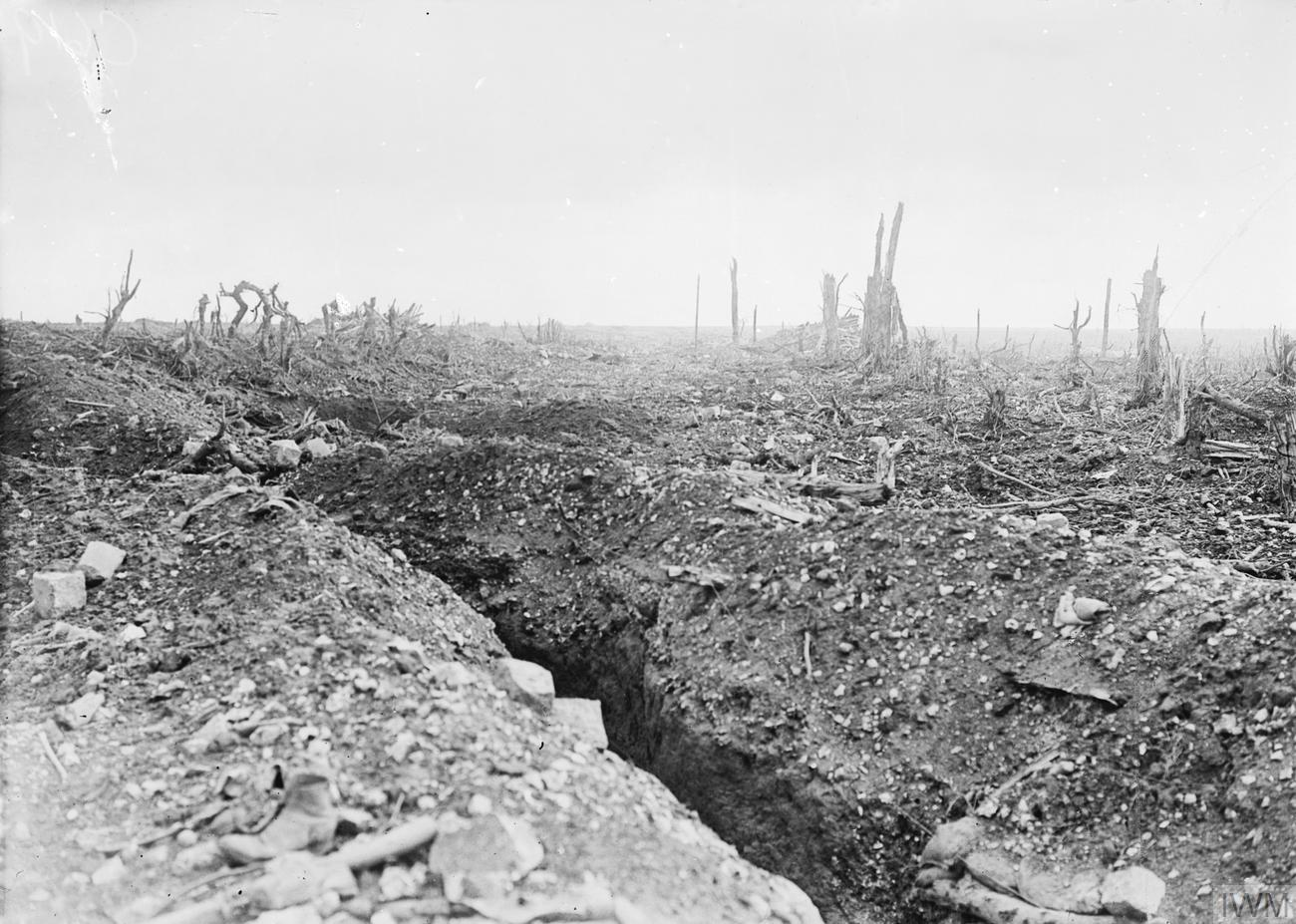
L'équipe s'est rendue dans les tranchées en France pour s'assurer que leur représentation dans le jeu est exacte.

Pour garantir l'exactitude historique du jeu, l'équipe de développement écoute les récits de première main des familles des membres de l'équipe, lit des lettres écrites par des soldats et se rend dans les tranchées en France. Les informations et les récits qu'ils recueillent sont ensuite intégrés au jeu sous forme d'objets à collectionner, pour permettre aux joueurs d'acquérir de nouvelles connaissances sur cette guerre,. Le jeu comporte cinquante-cinq objets pouvant être collectés appelés « faits historiques ». Une fois un objet obtenu, une fiche apparaît et donne des informations sur celui-ci,. Ces informations sont accompagnées d'une photo colorisée provenant de la série de documentaires Apocalypse. L'historien Alexandre Lafon et la Mission du centenaire permettent plus d'authenticité. Bien que traversant des lieux réels et participant à des événements pour la plupart avérés, les personnages sont des personnages de fiction. En effet, les protagonistes du jeu ne s'inspirent d'aucun personnage historique, l'équipe ne souhaitant pas « franchir la ligne qui sépare la réalité de la fiction ». Pour créer un « paysage sonore immersif », l'équipe audio examine des documents d'archives de la Légion étrangère française et l'équipe de développement s'enregistre en train de produire divers cris.

### Univers visuel
Le jeu utilise le moteur de jeu UbiArt Framework d'Ubisoft, qui a déjà été employé pour d'autres titres d'envergure semblable du studio montpelliérain, comme Child of Light et Rayman Legends,. L'équipe opte pour un visuel cartoonesque, estimant que ce style artistique lui permet de conserver « le respect des personnes qui ont vécu [la guerre]… tout en le rendant accessible ». Dessiné à la main par Paul Tumelaire, le style visuel reprend celui de la bande dessinée, afin de toucher chaque tranche de génération et faciliter l'utilisation du tragi-comique,,. Les bulles de dialogue sont le principal moyen de montrer les conversations entre les personnages, car elles permettent de transmettre de manière simple une histoire compliquée. Une autre raison de leur utilisation est d'éviter d'avoir à gérer différentes langues et traductions. Les scènes cinématiques du jeu sont similaires à une bande dessinée, montrant au joueur quelque chose qui se passe loin des personnages en utilisant des points de vue comiques. Comme le rapporte Simon Chocquet-Bottani, un artiste n'a besoin de dessiner qu'une dizaine de visages pour une armée et un logiciel génère de manière rapide de nombreux soldats avec des visages différents.

### Ambiance sonore

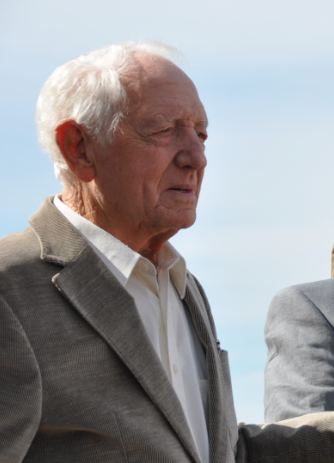
Marc Cassot, comédien prêtant sa voix au narrateur.

La façon de communiquer des personnages est un mélange entre du charabia et des mots d'argot,. Les dialogues sont également représentés par des pictogrammes contenus dans des bulles de bandes dessinées afin d'en faire une langue universelle comprise par tous les joueurs,. Durant certaines scènes cinématiques, Émile et Marie s'expriment de façon claire. Tout au long du jeu, un narrateur, interprété par Marc Cassot, raconte les aventures des personnages tout en rappelant le contexte dans lequel les événements se déroulent,. Pour le dobermann Walt, l'équipe enregistre le chien du designer audio Julien Koechlin, un Shar Pei. 
L'équipe est allée dans les tranchées du front de l'Ouest, notamment à Verdun, pour enregistrer certains sons. Elle y a également récupéré des objets pour enregistrer certains bruitages, comme le retombé d'une grenade ou le bruit d'un barbelé découpé. Les producteurs des documentaires Apocalypse ont également fourni des bandes-son, dont certaines sont d'époque.

### Commercialisation
Ubisoft annonce officiellement le jeu le 13 septembre 2013. Le jeu sort pour Microsoft Windows, PlayStation 3, PlayStation 4, Xbox 360 et Xbox One en téléchargement numérique le 25 juin 2014. Une version iOS du jeu sort également le 4 septembre 2014. Les joueurs qui achèvent le jeu avant le 6 novembre reçoivent une copie gratuite d'une bande dessinée interactive numérique, nommée Valiant Hearts: Dogs of War, qui met en scène Walt et sa sœur. Le jeu est publié sur Nintendo Switch le 8 novembre 2018, et sur Google Stadia le 14 juillet 2022,.

## Accueil

### Accueil critique
Soldats inconnus : Mémoires de la Grande Guerre est généralement bien accueilli par les médias spécialisés lors de sa sortie. Selon l'agrégateur de critiques Metacritic, la version Microsoft Windows obtient une note moyenne de 79/100 basée sur 28 avis critiques collectés, les versions PlayStation 3 et PlayStation 4 une moyenne de 77/100 sur respectivement 4 et 48 avis,, la version Xbox One une moyenne de 81/100 sur 16 avis, la version IOS une moyenne de 87/100 sur 10 avis, et la version Nintendo Switch une moyenne de 77/100 sur 17 avis.
Joe Juba de Game Informer fait l'éloge du jeu car il décrit avec succès des histoires humaines qui montrent un côté de la guerre rarement représenté dans la fiction et encore moins dans les jeux vidéo. Danielle Riendeau de Polygon décrit le jeu comme étant « une leçon d'histoire jouable », notant que l'histoire fictive du jeu et l'histoire réelle résonnent avec « une intensité inattendue »,. Carolyn Petit de GameSpot admire l'accent mis par le jeu sur l'entraide et la fraternité entre protagonistes plutôt que de se concentrer sur les tueries et actions violentes, un thème peu courant dans les jeux vidéo. Daniel Krupa d'IGN qualifie le jeu d'« expérience belle et déchirante »,, tandis que Philippa Warr de PC Gamer note que le titre aurait peut-être mieux fonctionné s'il avait été développé comme étant une « aventure de bande dessinée animée », car elle estime que le récit et le gameplay ne fonctionnent pas totalement ensemble et peuvent laisser le joueur se détacher de l'histoire.
La narration du jeu est saluée. Destructoid qualifie l'histoire de cohérente et fait l'éloge du thème de l'amitié et de la famille. Il souligne le caractère touchant du début du jeu, le qualifiant de « tire-larmes émotionnel »,. Eurogamer estime que l'histoire souffre d'incohérences tonales, bien qu'il note que le jeu fonctionne mieux lorsqu'il se concentre sur l'intime, citant en exemple un scénario où les joueurs doivent s'échapper d'un camp de prisonniers de guerre. GameSpot loue le mélange de scènes émotionnelles et de segments de guerre, qui rend le ton du jeu plus varié et « plus percutante la dévastation des scènes les plus sombres du jeu »,. Game Informer n'apprécie pas la légèreté de la narration du jeu, car le manque de conversation entre les personnages ne permet pas de raconter une histoire nuancée. IGN n'est pas d'accord, affirmant que malgré les sons étrangement intelligibles, les messages du jeu sont transmis avec succès aux joueurs. Polygon note qu'il s'est investi émotionnellement dans les personnages et que le fait de les voir dans des situations dangereuses pendant la guerre crée une tension et un sentiment d'urgence pour les joueurs.
Le système de jeu reçoit des critiques généralement positives. Destructoid apprécie les énigmes, qui sont accessibles et pas trop difficiles à résoudre. Les critiques blâment généralement les affrontements avec les boss, qui sont décrits comme hors de propos et frustrants. Eurogamer estime que les énigmes ne sont pas assez inspirées et que les sections de furtivité sont trop basiques. Game Informer décrit le gameplay comme superficiel et estime que le jeu n'est pas intéressant à jouer. Il note aussi que le gameplay ne change pas ou n'évolue pas au cours de la campagne. GamesRadar et GameSpot apprécient en revanche la variété du gameplay et le scénario assez imaginatif,. IGN aime la façon dont chaque chapitre du jeu introduit un nouvel élément de la Première Guerre mondiale sous la forme d'une nouvelle énigme ou d'une nouvelle mécanique que les joueurs doivent apprendre, bien qu'il note la faible rejouabilité du jeu. Polygon qualifie les puzzles d'intuitifs, mais critique certains segments qui sont exagérés pour s'adapter à l'histoire. Destructoid fait l'éloge des objets à collectionner, qui présentent des photos réelles de la Première Guerre mondiale et ajoutent du contexte au jeu, et du studio de Montpellier pour avoir éduqué les joueurs au thème de la guerre. Cependant, GamesRadar et IGN estiment, quant à eux, que les objets à collectionner gênent le déroulement du jeu,.
Les graphismes du jeu sont reçus positivement par la critique. Destructoid note que le jeu est magnifique, avec un style artistique cartoonesque qui correspond parfaitement à la narration. Eurogamer qualifie le jeu de « délice visuel », louant les graphismes et affirmant que le style artistique dessiné à la main suscite un sentiment de « chaleur humaine » chez les joueurs. Joystiq affirme que le style artistique et l'animation rendent le jeu « inéluctablement chaleureux » et pense que cela aide les joueurs à se sentir en empathie avec les personnages. GameSpot qualifie les images de superbes et apprécie le design attachant des personnages. Le média salue l'attention portée aux détails, qui rend le jeu plus immersif. Game Informer fait l'éloge de la bande-son du jeu, la qualifiant de douce-amère, reflétant le ton du jeu.

### Distinctions
Soldats inconnus : Mémoires de la Grande Guerre a été élu meilleur jeu de l'année à la 42e cérémonie des Annie Awards. Il a également élu dans les catégories Games for Change et meilleure narration aux Game Awards 2014. Le jeu a gagné le prix de la meilleure nouvelle propriété intellectuelle et a été nommé pour la meilleure direction artistique aux British Academy Games Awards. Lors des National Academy of Video Game Trade Reviewers, le jeu n'a remporté aucun prix mais a néanmoins été nommé dans de nombreuses catégories dont la meilleure bande originale, la meilleure direction artistique, le meilleur jeu de rôle, les meilleurs costumes et les meilleures animations. De la même manière, Mémoires de la Grande Guerre a également été nommé sans être élu aux Golden Joystick Awards 2014 (pour le meilleur jeu original, meilleur moment et meilleur design visuel) et aux SXSW Gaming Awards 2017 (pour les meilleures bande originale et narration).
| Année | Récompense                                          | Catégorie                          | Résultat   | Réf.   |
| ----- | --------------------------------------------------- | ---------------------------------- | ---------- | ------ |
| 2014  | Golden Joystick Awards 2014                         | Meilleur jeu original              | Nomination | ,      |
| 2014  | Golden Joystick Awards 2014                         | Meilleur moment dans un jeu        | Nomination | ,      |
| 2014  | Golden Joystick Awards 2014                         | Meilleur design visuel             | Nomination | ,      |
| 2014  | The Game Awards 2014                                | Meilleure narration                | Lauréat    | [ 58 ] |
| 2014  | The Game Awards 2014                                | Games for Change                   | Lauréat    | [ 58 ] |
| 2015  | 42e cérémonie des Annie Awards                      | Jeu vidéo de l'année               | Lauréat    | [ 57 ] |
| 2015  | DICE Awards 2015                                    | Meilleur jeu d'aventure            | Nomination | [ 64 ] |
| 2015  | DICE Awards 2015                                    | Meilleure direction artistique     | Nomination | [ 64 ] |
| 2015  | DICE Awards 2015                                    | Meilleur design audio              | Nomination | [ 64 ] |
| 2015  | DICE Awards 2015                                    | Meilleure narration                | Nomination | [ 64 ] |
| 2015  | SXSW Gaming Awards 2017                             | Meilleure bande originale          | Nomination | [ 62 ] |
| 2015  | SXSW Gaming Awards 2017                             | Meilleure narration                | Nomination | [ 62 ] |
| 2015  | British Academy Games Awards 2015                   | Meilleure direction artistique     | Nomination | [ 59 ] |
| 2015  | British Academy Games Awards 2015                   | Meilleure propriété intellectuelle | Lauréat    | [ 59 ] |
| 2015  | National Academy of Video Game Trade Reviewers 2015 | Meilleure bande originale          | Nomination | [ 60 ] |
| 2015  | National Academy of Video Game Trade Reviewers 2015 | Meilleur jeu de rôle               | Nomination | [ 60 ] |
| 2015  | National Academy of Video Game Trade Reviewers 2015 | Meilleur costume                   | Nomination | [ 60 ] |
| 2015  | National Academy of Video Game Trade Reviewers 2015 | Meilleure direction artistique     | Nomination | [ 60 ] |
| 2015  | National Academy of Video Game Trade Reviewers 2015 | Meilleure animation                | Nomination | [ 60 ] |